# Stiriodes
Stiriodes is een geslacht van vlinders van de familie Uilen (Noctuidae), uit de onderfamilie Hadeninae.

## Soorten
- S. condistica Dyar, 1912
- S. demo Druce, 1889
- S. edentata Grote, 1883
- S. nydar Dyar, 1914
- S. obtusa Herrich-Schäffer, 1853
- S. perflava Harvey, 1875
- S. subserviens Dyar, 1914
- S. virida Barnes & McDunnough, 1916